# Guido de Castro Ficeclo
Guido de Castro Ficeclo lub (błędnie) Guido da Castelfidardo (zm. ok. 1147) – włoski duchowny, kardynał diakon prawdopodobnie od ok. 1139 roku. Pochodził z Toskanii. W 1139 – 1140 był rektorem (gubernatorem) Benewentu. W latach 1142-44 był legatem papieskim w Czechach i na Morawach. Podpisywał bulle papieskie do 27 grudnia 1146